# شيخ حسن
شيخ حسن هي قرية في مقاطعة تبريز، إيران. عدد سكان هذه القرية هو 2,240 في سنة 2006.